# ويليام أ. دوسن
ويليام أ. دوسن هو محامي وسياسي أمريكي، ولد في 5 نوفمبر 1903 في لايتون في الولايات المتحدة، وتوفي في 7 نوفمبر 1981 في مدينة سولت ليك في الولايات المتحدة. نشط حزبياً في الحزب الجمهوري.

## مناصب
- انتخب عضو مجلس ولاية يوتا ‏ (1940 – 1944).
- انتخب عمدة (1935 – 1939).
- انتخب مدعٍ عام لمقاطعة [الإنجليزية]‏ (1926 – 1934).
- انتخب عضو مجلس النواب الأمريكي [الإنجليزية]‏.